# Callegaria
Callegaria é um gênero de traça pertencente à família Arctiidae.